# Porpoloma sejunctum
Porpoloma sejunctum är en svampart som beskrevs av Singer 1952. Porpoloma sejunctum ingår i släktet Porpoloma och familjen Tricholomataceae.   Inga underarter finns listade i Catalogue of Life.